# Veribubo tsagani
Veribubo tsagani är en tvåvingeart som först beskrevs av Zaitzev 1974.  Veribubo tsagani ingår i släktet Veribubo och familjen svävflugor.
Artens utbredningsområde är Mongoliet. Inga underarter finns listade i Catalogue of Life.